# Callyna costiplaga
Callyna costiplaga là một loài bướm đêm trong họ Noctuidae.